# Llullaillaco
Llullaillaco je neaktivní stratovulkán nacházející se na argentinsko-chilských hranicích. S výškou 6739 m n. m. je to druhá nejvyšší sopka, u které byla v historii zaznamenána erupce, zároveň je to i pátá nejvyšší sopka světa. Absolutně nejvyšší aktivní sopka se nachází také v Jižní Americe – necelých 300 km jižně ležící Ojos del Salado. Přibližně před 150 000 lety nastal kolaps starší vulkanické stavby, čehož důkazem jsou rozsáhlé depozita pyroklastik na argentinské straně. Pozdější vývoj vytvořil několik lávových dómů. Ve druhé polovině 19. století byly zaznamenány tři menší explozivní erupce, jedna i s výlevem lávy.